# Diego Aguirre (hiszpański piłkarz)
Diego Aguirre Parra (ur. 17 października 1990 w Toledo) – hiszpański piłkarz występujący na pozycji obrońcy w Deportivo La Coruña.